# Hamiltonstövare
Lo Hamiltonstövare è una razza di segugio svedese nata dall'incrocio del segugio tedesco con i cani inglesi foxhound e harrier. Cane molto bello e muscoloso.